# Kirwadi, Hangal
Kirwadi là một làng thuộc tehsil Hangal, huyện Haveri, bang Karnataka, Ấn Độ.